# Каф-оф-Мэн
Каф-оф-Мэн (англ. Calf of Man, мэн. yn Cholloo) — маленький остров (2,6 км²), находящийся под управлением острова Мэн. Он населён всего двумя сезонными жителями. Название происходит из древнеисландского слова kalfr, что означает маленький остров вблизи большого.

## Интересные факты

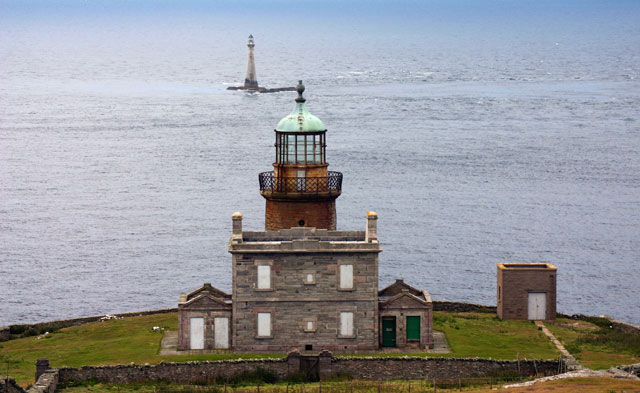
Вид на маяки острова

Остров держит рекорд по наибольшей плотности маяков. 2 маяка были построены Робертом Стивенсоном в 1818 году. В 1875 году они были заменены маяком, построенном на острове Чикен-Рок. В 1968 году был построен третий маяк, после пожара, уничтожившего маяк на Чикен-Рок, который тоже позже был восстановлен.